# Menanggal (Mojosari)
Menanggal is een bestuurslaag in het regentschap Mojokerto van de provincie Oost-Java, Indonesië. Menanggal telt 4117 inwoners (volkstelling 2010).